# Once Mekel
Elfonda Mekel (nacido el 21 de mayo de 1970), conocido  artístico como Once Mekel ([ɔntʃə], pronunciado Ohn-che), es un cantante indonesio, exvocalista de la banda Dewa 19.

## Biografía
Elfonda Mekel más conocido como Once Mekel, nació en Ujung Pandang, Célebes Meridional, el 21 de mayo de 1970. Comenzó su carrera artística mientras asistía a la escuela secundaria en Tirta, aprendió a tocar la batería, piano y guitarra. Con el tiempo comenzó a participar en concursos de canto, incluyendo un concurso escolar organizada en Yakarta.
Después de graduarse en el Tirta Mirta Senior High School, se unió a numerosas bandas. Sus primeras bandas fueron, Brawijaya y Dimensi, que eran agrupaciones de covers. Después de unirse a Java Burns, comenzó a interpretar canciones que el mismo había escrito. Compuso un tema musical para un álbum recopilatorio titulado Angan Seribu (Mil Sueños) en la década de´los años 1990.

## Escuela
- TK Tabitha
- SD Strada Wiyatasana
- SMP Tirta Marta
- SMA Tirta Marta
- Fakultas Hukum Universitas Indonesia Angkatan 1989

## Discografía
Bersama Dewa 19
- Bintang Lima (2000)
- Cintailah Cinta (2002)
- Laskar Cinta (2004)
- Republik Cinta (2006)
- Kerajaan Cinta (2007)

Single en solitario
- "Dealova" – soundtrack film Dealova (2005)
- "Ku Cinta Kau Apa Adanya" (2007)
- "Simphony Yang Indah" (2010)
- "Hilang Naluri" (2011)

Otros
- "Juwita Pandang" – álbum Salah Apa Aku (1991)
- "Anggun" – álbum 10 Fresh Hits Nah! (1999)